# (5025) Mecisteus
(5025) Mecisteus ist ein Asteroid aus der Gruppe der Jupiter-Trojaner. Damit werden Asteroiden bezeichnet, die auf den Lagrange-Punkten auf der Bahn des Jupiter um die Sonne laufen. (5025) Mecisteus wurde am 5. Oktober 1986 vom Astronomen Milan Antal am Radioteleskop Piwnice in der Ortschaft Piwnice, ca. 13 km nördlich von Toruń entdeckt. Er ist dem Lagrangepunkt L4 zugeordnet.
Der Asteroid ist nach der mythologischen Figur Mekisteus benannt, dem Sohn des Echios im Trojanischen Krieg, der zusammen mit seinem Vater bei der Verteidigung der griechischen Schiffe getötet wurde, nachdem er zuvor geholfen hatte, die verwundeten Teucer und Hypsenor zu bergen.